# Close Calls with Brick Walls
Close Calls with Brick Walls è il terzo album in studio ufficiale del musicista statunitense Andrew W.K., pubblicato nel 2006 in Giappone e Corea del Sud e nel 2010 nel resto del mondo.

## Tracce
1. I Came for You – 2:16
2. Close Calls with Bal Harbour – 1:22
3. Not Going to Bed – 2:57
4. You Will Remember Tonight – 4:06
5. Pushing Drugs – 2:41
6. Hand on the Place – 3:20
7. One Brother – 2:25
8. Las Vegas, Nevada – 3:00
9. Dr. Dumont – 1:06
10. I Want to See You Go Wild – 3:00
11. When I'm High – 3:16
12. Golden Eyed Dog – 0:28
13. Into the Clear – 1:33
14. Mark My Grace – 3:11
15. Don't Call Me Andy – 2:45
16. The Background – 2:55
17. Slam John Against a Brick Wall – 3:53
18. The Moving Room – 3:37